# 1526
1526 (MDXXVI) fue un año común comenzado en lunes del calendario juliano.

## Acontecimientos
- 12 de enero: España concede la primera licencia para introducir esclavos africanos a la isla de Cubagua (Venezuela), para ser utilizados como mano de obra en la explotación de los yacimientos de perlas de dicha ínsula.
- 14 de enero: Tratado de Madrid, entre Francisco I de Francia y Carlos I de España.
- 15 de enero: Sale de La Coruña una expedición marítima al mando de Diego García de Moguer.
- 11 de marzo: En una sala del Real Alcázar de Sevilla se casaron el emperador Carlos V e Isabel de Portugal, en una ceremonia oficiada por el cardenal Salviati, legado del papa, Clemente VII.
- 3 de abril: Sebastián Caboto sale de Sanlúcar de Barrameda para el Río de la Plata.
- 13 de junio: en la plaza de mercado Długi Targ en la ciudad de Gdansk (Reino de Polonia), el rey Segismundo I el Viejo hace decapitar a 14 líderes luteranos ―encabezados por Jerzym Wendland― del Tumulto de Gdansk.
- 21 de junio: en la Ciudad de México, ante las múltiples quejas de invasión de propiedades, Hernán Cortés decide sustituir alcaldes y regidores en el Valle de México.[1]
- 29 de agosto: Batalla de Mohács: Hungría es conquistada por el Imperio otomano. Sería dividida en tres partes: una turca, una germánica controlada por los Habsburgo y el Principado de Transilvania, hasta 1686, cuando sería unificada de nuevo.
- 21 de septiembre: en la costa pacífica del Ecuador, el español Bartolomé Ruiz y sus hombres fundan San Mateo de las Esmeraldas (actual Esmeraldas).
- El pintor italiano Tiziano pinta el Retablo o la Pala de Pesaro.
- En Nueva Delhi, el emperador mogol Babur funda la dinastía de los mogoles, que gobernó la India.
- El papa Clemente VII crea la Liga de Cognac.
- Se traduce por primera vez el Nuevo Testamento al idioma sueco.

## Nacimientos
- 1 de enero: San Luis Beltrán, dominico español (f. 1581).
- 19 de febrero: Charles de L'Ecluse, médico y botánico flamenco (f. 1605).
- 12 de abril: Marc-Antoine Muret, humanista francés (f. 1585).
- 11 de mayo: Juan Gil de Hontañón, arquitecto español (f. 1526).
- 15 de octubre: María Manuela de Portugal, aristócrata («princesa de Asturias») española (f.&nbsnp;1545), esposa de Felipe II de España.
- 12 de diciembre: Álvaro de Bazán, almirante español (f. 1588).

## Fallecimientos
- 19 de enero: Isabel de Austria, esposa del rey Cristián II (n. 1501).
- 23 de febrero: Diego Colón, administrador colonial español, hijo de Cristóbal Colón.
- 19 de mayo: Go-Kashiwabara, emperador japonés que reinó entre 1500 y 1526 (n. 1464).
- 4 de agosto: Juan Sebastián Elcano, marino español (n. 1480).
- 29 de agosto: Luis II de Hungría, rey húngaro que reinó entre 1516 y 1526 (n. 1506).
- Sebastián de Almonacid, escultor del Renacimiento español (n. 1460).
- Pedro Álvares Cabral, marino portugués (n. 1468).
- Francisco Hernández de Córdoba, conquistador español (n. 1475), fundador de las ciudades nicaragüenses de Granada y León.